# Pietro Boselli
Pietro Boselli (ur. 3 grudnia 1988 w Negrarze) – włoski model, który zyskał międzynarodową popularność jako „najseksowniejszy nauczyciel matematyki na świecie”.

## Życiorys
Studiował inżynierię mechaniczną na University College London, gdzie zdobył tytuł magistra inżyniera w 2010. W lutym 2016 zdobył tytuł doktora na tej uczelni. W międzyczasie studiował na kierunku matematycznym.
Gdy miał sześć lat, rozpoczął karierę jako model, podpisawszy kontrakt z agencją modeli Armani Junior. Kilka lat później podpisał kontrakt z agencją modeli Models 1. W styczniu 2014 Arief Azli opublikował na Facebooku zdjęcie, na którym zwrócił uwagę na karierę swojego nauczyciela w modelingu. Post zdobył popularność w sieci, a Boselli wkrótce zyskał miano „najseksowniejszego nauczyciela matematyki na świecie”; publikacje o nim pojawiły się w najpopularniejsze czasopisma na świecie, takie jak „People”, „The Guardian” czy „The Daily Telegraph”, a także telewizja BBC. W kolejnych miesiącach wziął udział w kampanii reklamowej sklepu odzieżowego Abercrombie & Fitch, klubu fitness Equinox oraz marki Emporio Armani. Wziął także udział w sesji zdjęciowej dla chińskiego wydania magazynu „GQ Style” oraz w sesji okładkowej dla magazynów „Attitude” oraz hiszpańskiego wydania czasopisma „Men’s Health”.